# Romain Bardet
Romain Bardet (ur. 9 listopada 1990 w Brioude) – francuski kolarz szosowy. Wicemistrz świata w wyścigu ze startu wspólnego (2018). Olimpijczyk (2016).

## Osiągnięcia
Opracowano na podstawie:

2008
- 2. miejsce w Ronde des Vallées

2010
- 1. miejsce na 4. etapie Ronde de l’Isard

2011
- 2. miejsce w Liège-Bastogne-Liège U23
- 2. miejsce w Tour des Pays de Savoie
  - 1. miejsce na 2. i 3. etapie
- 1. miejsce na 6. etapie Tour de l’Avenir

2013
- 3. miejsce w Classic de l’Ardèche
- 1. miejsce w Tour de l’Ain
  - 1. miejsce w klasyfikacji punktowej
- 1. miejsce w klasyfikacji młodzieżowej Tour of Beijing

2014
- 1. miejsce w klasyfikacji młodzieżowej Tour of Oman
- 1. miejsce w La Drôme Classic
- 2. miejsce w Tour de l’Ain

2015
- 1. miejsce na 5. etapie Critérium du Dauphiné
- 1. miejsce na 18. etapie Tour de France
- 3. miejsce w International Road Cycling Challenge

2016
- 2. miejsce w Tour of Oman
- 2. miejsce w Critérium du Dauphiné
- 2. miejsce w Tour de France
  - 1. miejsce na 19. etapie
- 2. miejsce w Giro dell’Emilia

2017
- 3. miejsce w Tour de France
  - 1. miejsce na 12. etapie

2018
- 1. miejsce w Classic de l’Ardèche
- 2. miejsce w Strade Bianche
- 2. miejsce w Tour du Finistère
- 3. miejsce w Liège-Bastogne-Liège
- 3. miejsce w Critérium du Dauphiné
- 2. miejsce w Giro di Toscana
- 2. miejsce w mistrzostwach świata (start wspólny)

2019
- 2. miejsce w Tour des Alpes-Maritimes et du Var
- 2. miejsce w Mont Ventoux Dénivelé Challenge
- 1. miejsce w klasyfikacji górskiej Tour de France

2020
- 2. miejsce w Tour des Alpes-Maritimes et du Var

2021
- 1. miejsce w klasyfikacji górskiej Vuelta a Burgos
  - 1. miejsce na 3. etapie
- 1. miejsce na 14. etapie Vuelta a España

2022
- 1. miejsce w Tour of the Alps

2023
- 1. miejsce na 1. etapie Vuelta a España

2024
- 3. miejsce w Classic Var
- 2. miejsce w Liège-Bastogne-Liège
- 1. miejsce na 1. etapie Tour de France

## Starty w Wielkich Tourach
| Grand Tour | 2013 | 2014 | 2015 | 2016 | 2017 | 2018 | 2019 | 2020 | 2021 | 2022 | 2023 | 2024 |
| ---------- | ---- | ---- | ---- | ---- | ---- | ---- | ---- | ---- | ---- | ---- | ---- | ---- |
| Giro       | -    | -    | -    | -    | -    | -    | -    | -    | 7.   | DNF  | -    | 9.   |
| Tour       | 15.  | 6.   | 9.   | 2.   | 3.   | 6.   | 15.  | DNF  | -    | 6.   | DNF  | 30.  |
| Vuelta     | -    | -    | -    | -    | 17.  | -    | -    | -    | 25.  | -    | 21.  | -    |

## Rankingi
| Rok              | 2009 | 2010 | 2011 | 2012 | 2013 | 2014 | 2015 | 2016 | 2017 | 2018 | 2019 | 2020 | 2021 | 2022 | 2023 | 2024 |
| ---------------- | ---- | ---- | ---- | ---- | ---- | ---- | ---- | ---- | ---- | ---- | ---- | ---- | ---- | ---- | ---- | ---- |
| UCI World Tour   |      |      |      | -    | 71.  | 18.  | 23.  | 8.   | 19.  | 14.  |      |      |      |      |      |      |
| World Ranking    |      |      |      |      |      |      |      | 6.   | 34.  | 10.  | 63.  | 93.  | 54.  | 49.  | 50.  | 31.  |
| UCI Europe Tour  | 855. | 445. | 82.  |      |      |      |      | 66.  | -    | 45.  | 51.  | 78.  | 45.  | 42.  | 42.  | 25.  |
| UCI Asia Tour    | -    | -    | -    |      |      |      |      | 35.  | 104. | 124. |      |      |      |      |      |      |
| UCI America Tour | -    | -    | -    |      |      |      |      | 247. | -    | -    |      |      |      |      |      |      |
|                  |      |      |      |      |      |      |      |      |      |      |      |      |      |      |      |      |
| Źródło: UCI      |      |      |      |      |      |      |      |      |      |      |      |      |      |      |      |      |